# Mari Kalkun

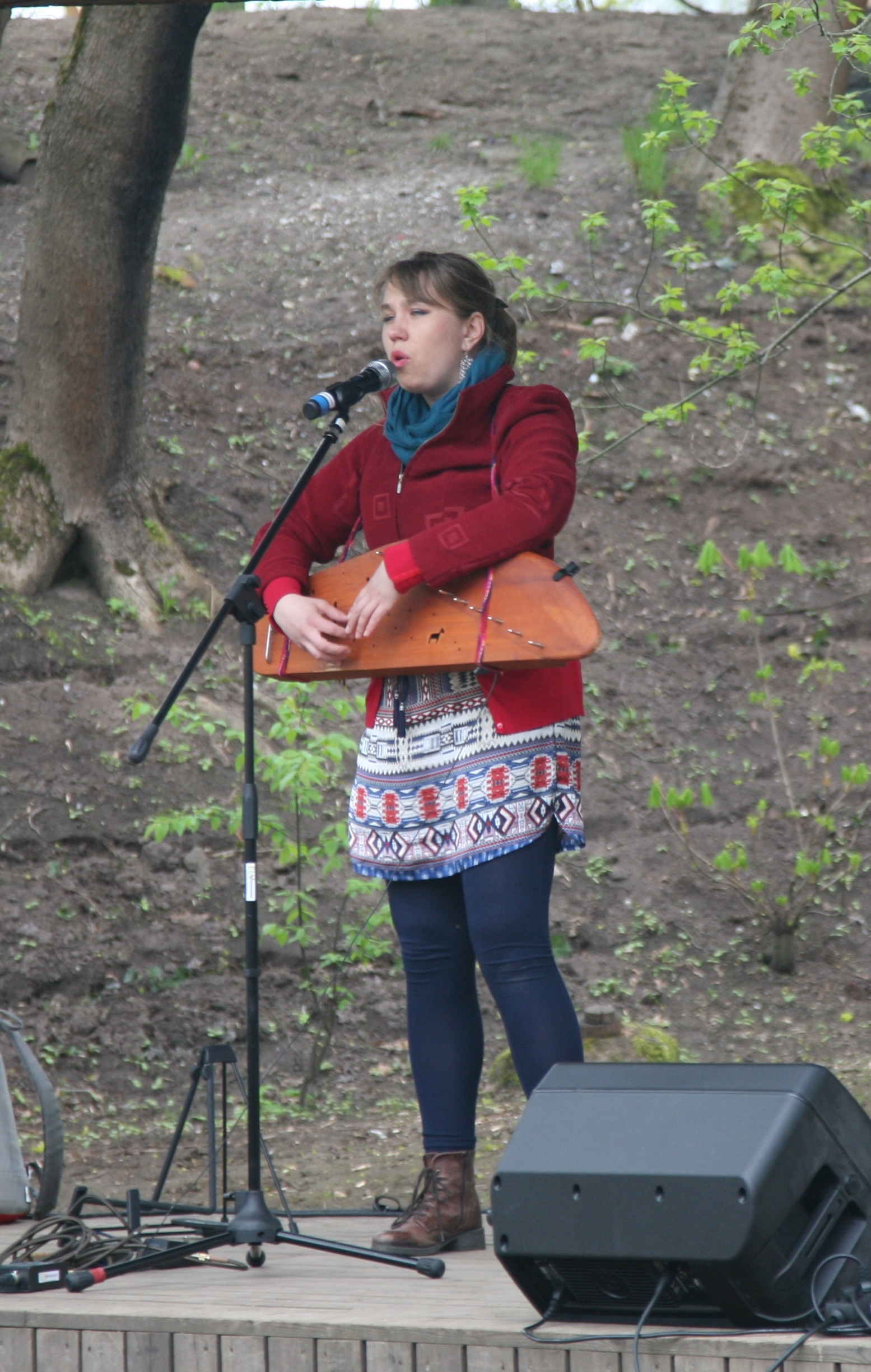
Mari Kalkun (2015)

Mari Kalkun (n. 1 aprilie 1986, Võru maakond, Estonia) este o cântăreață și muziciană estonă, specializată în muzică populară contemporană. A cântat în Estonia și în străinătate în concerte împreună cu ansamblul Runorum, lansând mai multe înregistrări începând din 2007. În 2013, a fost votată cea mai bună cântăreață la Premiile Ethno Music din Estonia. Albumul ei foarte apreciat din 2018, Ilmamõtsan, conține cântece inspirate din muzica populară tradițională a Estoniei, în special din satele din regiunea Võru din sud-estul Estoniei, unde s-a născut Kalkun.

## Biografie și carieră
Născută la 1 aprilie 1986, Mari Kalkun a fost crescută în districtul Võru din sud-estul Estoniei, unde din copilărie a fost inspirată de păduri, păsări și de mlaștini. Vărul ei este muzicianul și folcloristul Andreas Kalkun, cu care a colaborat.
Ea a studiat mai întâi managementul cultural la Academia de Cultură din Viljandi. A urmat apoi studii de muzică la Academia Estonă de Muzică și Teatru și a fost într-un program de schimb de studenți ce i-a permis să studieze la Academia Sibelius din Helsinki, Finlanda. Au urmat studii universitare de masterat și a obținut o diplomă în canto tradițional. Mari Kalkun a stăpânit arta de a combina muzica populară cu jazz-ul. 
Kalkun cântă dar și își compune propria muzică; ea cântă la mai multe instrumente, printre care țitera estonă, pian, acordeon și chitară. Ea a lansat primul său album solo Üü tulõk (Sosirea nopții) în 2007. Datorită succesului său, a participat la concerte în Franța, Marea Britanie, Finlanda și Rusia. În 2009, a cântat în Japonia împreună cu artista estonă Pastacas, aici a fost lansată și o înregistrare a muzicii sale.
Înregistrările ulterioare includ Dear Rain (2010), Tii ilo (2015) împreună cu trupa ei finlandeză Runorum și Upa-upa ubinakõnõ (2015) în dialectul ei natal, limba Võru.
Albumul Ilmamõtsan a fost lansat în noiembrie 2017. Este compus din 12 cântece în estonă și Võru, majoritatea scrise de Kalkun și inspirate de opera poeților locali.
Mari Kalkun a contribuit la Klassikaraadio și la BBC. A participat la proiecte muzicale internaționale, de exemplu ca solist la Orchestra Simfonică Națională Letonă și Corul de Stat Leton Latvija sau la Corul de Cameră Filarmonică Estonă în spectacolul muzical „Suidsusannasymfonia”. A colaborat cu muzicieni mondiali precum Nathan Riki Thomson, Maija Kauhanen, Anne-Mari Kivimäki, Pekko Käppi, rapperul Sámi Ailu Valle, muzicianul Andrei Mongguš, Tomoya Nakai și alții. Muzica ei a fost, de asemenea, aranjată pentru coruri și orchestre și interpretată la un festival de dans și cântec pentru tineret.

## Discografie
Albume
- "Üü tulõk" (Õunaviks, 2007)
- "Vihmakõnõ" (Õunaviks, 2010)
- "Upa-upa ubinakõnõ" (Võru Instituut, 2015)
- "Tii ilo" (Rockadillo Records, 2015)
- "Ilmamõtsan" (Nordic Notes, 2017)
- "Õunaia album" (Aigu Om Records, 2020)

Single
- "Sata-sata!" (2019)
- "Ma tahaksin kodus olla" (Aigu Om Records, 2020)
- "Elukoor" (Aigu Om Records, 2020)